# 紀元前685年
紀元前685年（きげんぜん685ねん）は、西暦（ローマ暦）による年。紀元前1世紀の共和政ローマ末期以降の古代ローマにおいては、ローマ建国紀元69年として知られていた。紀年法として西暦（キリスト紀元）がヨーロッパで広く普及した中世時代初期以降、この年は紀元前685年と表記されるのが一般的となった。

## 他の紀年法
- 干支 : 丙申
- 中国
  - 周 - 荘王12年
  - 魯 - 荘公9年
  - 斉 - 桓公元年
  - 晋 - 晋侯緡22年
  - 秦 - 武公13年
  - 楚 - 文王5年
  - 宋 - 湣公7年
  - 衛 - 恵公15年
  - 陳 - 宣公8年
  - 蔡 - 哀侯10年
  - 曹 - 荘公17年
  - 鄭 - 子嬰9年
  - 燕 - 荘公6年
- 朝鮮
  - 檀紀1649年
- ユダヤ暦 : 3076年 - 3077年

## できごと

### 中国
- 斉の雍廩が公孫無知を殺害した。
- 魯の荘公が斉の大夫と既で盟を交わした。
- 魯軍が斉を攻めて、公子糾（中国語版）を送り込もうとしたが、公子小白（桓公）が莒から先に入国して斉侯として即位した。魯軍は斉軍と乾時で戦って敗れた。
- 斉の鮑叔が魯に赴き、公子糾を殺すよう魯に要求した。魯は公子糾を生竇で殺した。鮑叔は管仲の身柄を魯から引き取ると、相とするよう桓公に推薦した。

## 死去
- 公孫無知
- 公子糾（中国語版）